# Insula Kura
Kura sau Kurkosa (în azeră Kür dili), cunoscută și sub numele de Kurinskiy în limba rusă, este o insulă din Marea Caspică aflată în largul coastelor Azerbaidjanului. Ea se află la 33 km sud de Neftchala și la aproximativ 150 km sud-sud-est de Baku, în regiunea Aran.

## Istoric
Insula a fost anterior legată de continent printr-un cordon litoral îngust. Ea a fost numită Kurkosa după râul Kura (situat un pic mai la nord) de către Fedor I. Soimonov, exploratorul pionier al Mării Caspice în timpul lui Petru I cel Mare. Soimonov a scris Pilot of the Caspian Sea, primul raport cu privire la această mare puțin cunoscută până atunci, care a fost publicat în 1720 de către Academia Rusă de Științe.

## Geografie
Insula Kura este situată la 7,5 km de cordonul litoral Kura, cel mai apropiat punct, și la 10 km est de malurile Golfului Kyzylagach (Golful Qızılağac). Deși localizată geografic destul de departe de el, este considerată ca fiind cea mai sudică insulă din Arhipelagul Baku.
Suprafața insulei Kura este de 43 km². Lungimea acesteia este de 11,8 km și lățimea maximă de 5,2 km. Insula este joasă, cu dealuri noroioase și se întinde de la nord-est către sud-vest.
Există un far pe insula Kura, care a fost construit în 1911 și abandonat în 1966.

### Stânca Kura
Stânca Kura (Kurinskiy Kamen, în azeră Kür dașı) este o insuliță mică, cu o lungime maximă de 0,18 km. Ea este situată la 13 km est de capătul nord-estic al insulei Kura Island la 39°00′54″N 49°20′01″E / 39.01500°N 49.33361°E.